# 勝川俊雄
勝川 俊雄（かつかわ としお、1972年 - ）は、日本の水産学者。東京海洋大学准教授。一般社団法人海の幸を未来に残す会理事。専門は、水産資源管理、水産資源解析。

## 来歴
東京都出身。1991年3月、桐蔭学園中学校・高等学校卒業、1991年4月東京大学教養学部理科一類入学、1995年3月、同大学農学部水産学科を卒業し、同年4月、同大学農学生命科学研究科修士課程進学、1997年3月、同大学農学生命科学研究科修士課程修了、同年4月、同大学農学生命科学研究科博士課程進学。
1998年1月、東京大学海洋研究所助手に就任、2002年1月、東京大学農学生命科学研究科で博士号を取得（論文博士）。2008年6月、三重大学生物資源学部准教授に就任。2013年、土佐料理・祢保希の運営会社である株式会社加寿翁コーポレーションの代表取締役社長の竹内太一と共に、一般社団法人海の幸を未来に残す会を立ち上げる。2015年4月から東京海洋大学准教授。

## 発言
- 生態の把握もなされておらず、現地の資源管理体制も整っていない状態で、日本がアフリカ産ウナギの商業利用を検討したことについて、「食べるだけ食べて、資源が枯渇したら、別の地域から輸入すればよいというのは無責任だ」などと批判した[3][4][5]。

## 著書

### 単著
- 『日本の魚は大丈夫か―漁業は三陸から生まれ変わる』 NHK出版 （2011年） ISBN 414088360X
- 『漁業という日本の問題』 エヌティティ出版 （2012年） ISBN 4757160550
- 『WEDGE　2013年8月号　特集1（ウナギの次はマグロが消える）』 ウェッジ （2013年）

### 共著
- 『うな丼の未来 ウナギの持続的利用は可能か』 青土社 （2013年） ISBN 4791767373

### 監修
- 『魚のいない海』 エヌティティ出版 （2009年） ISBN 4757160410

## 番組出演

### ラジオ
- 麻木久仁子のニッポン政策研究所（TBSラジオ） - 2010年12月25日、1月1日
- 辛坊治郎ズーム そこまで言うか!（ニッポン放送） - 2022年11月8日

### ネット番組
- ポリタスTV（YouTube、2022年4月21日）